# Drachenfelsstraße 30 (Königswinter)

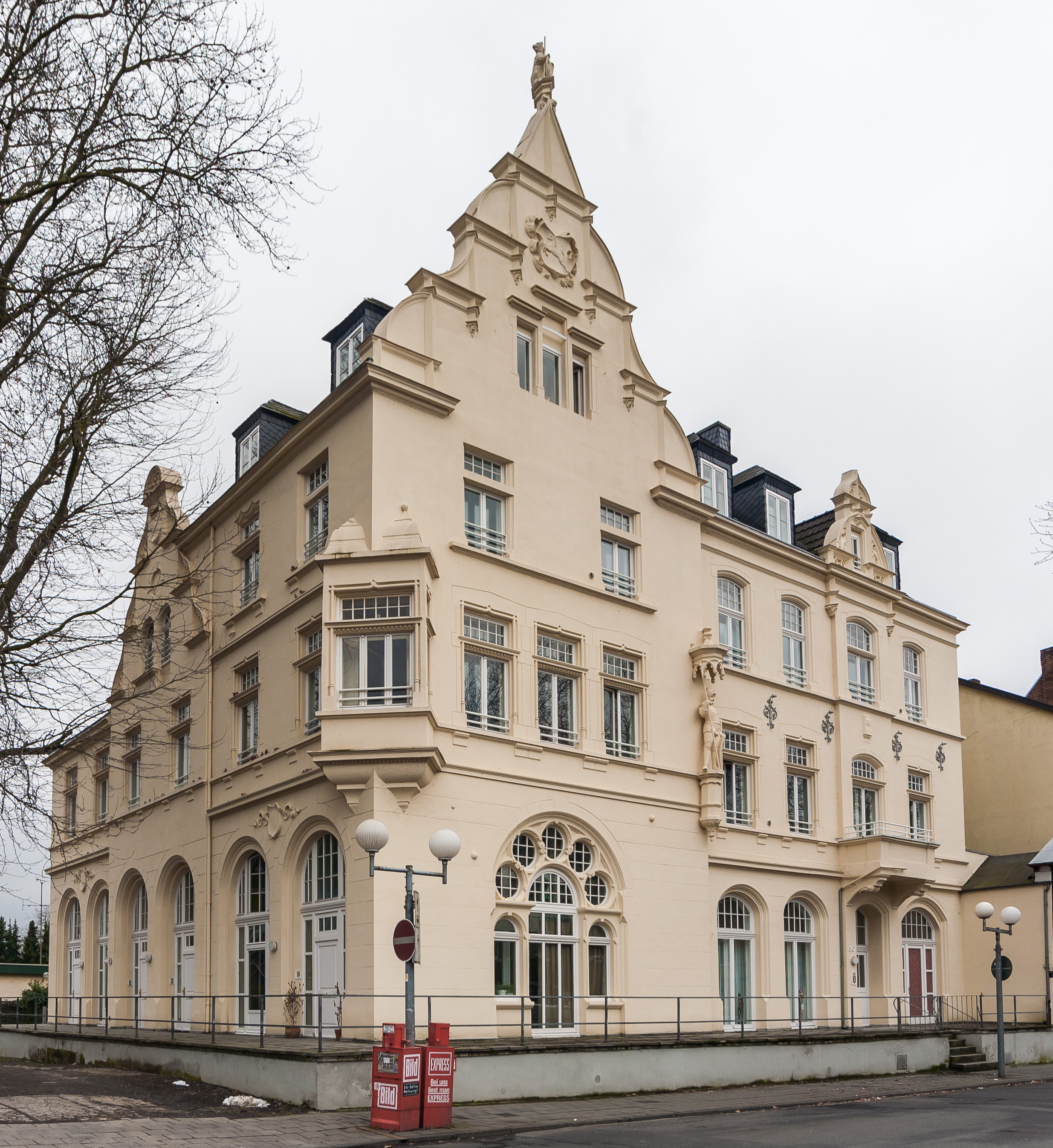
Ehemaliger Westfalenhof, Drachenfelsstraße 30 (2013)

Das Gebäude Drachenfelsstraße 30 (früher Westfalenhof genannt) ist ein ehemaliges Hotelgebäude in Königswinter, einer Stadt im nordrhein-westfälischen Rhein-Sieg-Kreis, das 1897/98 errichtet wurde. Es liegt unmittelbar westlich der rechtsrheinischen Eisenbahnstrecke und steht als Baudenkmal unter Denkmalschutz.

## Geschichte
Das Gebäude entstand als Hotel mit dem Namen Westfälischer Hof nach Plänen des Bonner Architekten Johann Schwister für den aus dem westfälischen Castrop stammenden Bäcker und Autor Fritz Klein (1855–1922), der zuvor bereits ein gleichnamiges Hotel gegenüber der Pfarrkirche betrieben hatte. Die Grundsteinlegung für den Neubau fand am 25. September 1897 statt und die Eröffnung am 15. Mai 1898. Zur Bahnstrecke hin verfügte das Hotel über zwei große Pavillons. Später erfolgten einige Um- und Anbauten an dem schließlich Westfalenhof genannten Hotel-Restaurant, im Zuge derer dem Gebäude eine als Caféterrasse dienende, umbiegende Glasveranda vorgelagert wurde. Nach der alliierten Besetzung Königswinters durch französische Truppen in Folge des Ruhrkampfs im Frühjahr 1923 richteten diese im Westfalenhof ihr örtliches Offiziers-Quartier ein. Im Zweiten Weltkrieg wurde das Hotel mit seinerzeit 50 Betten 1943 gemeinsam mit weiteren Einrichtungen in Königswinter auf Anordnung des Reichsverteidigungskommissars für den Gau Köln-Aachen geräumt und im September dieses Jahres umgebaut, um einen Teil der in Köln zerbombten Krankenanstalten Lindenburg (Universitätsklinikum) aufzunehmen. Am 24. November 1972 wurde bei einem Großbrand das Dachgeschoss des Westfalenhofs teilweise zerstört.
1987 wurde das ehemalige Hotelgebäude entkernt und in Eigentumswohnungen aufgeteilt. Dabei kam die dem Gebäude vorgelagerte Glasveranda zum Abriss. Die Eintragung des Gebäudes in die Denkmalliste der Stadt Königswinter erfolgte am 26. Juli 1988.

## Architektur

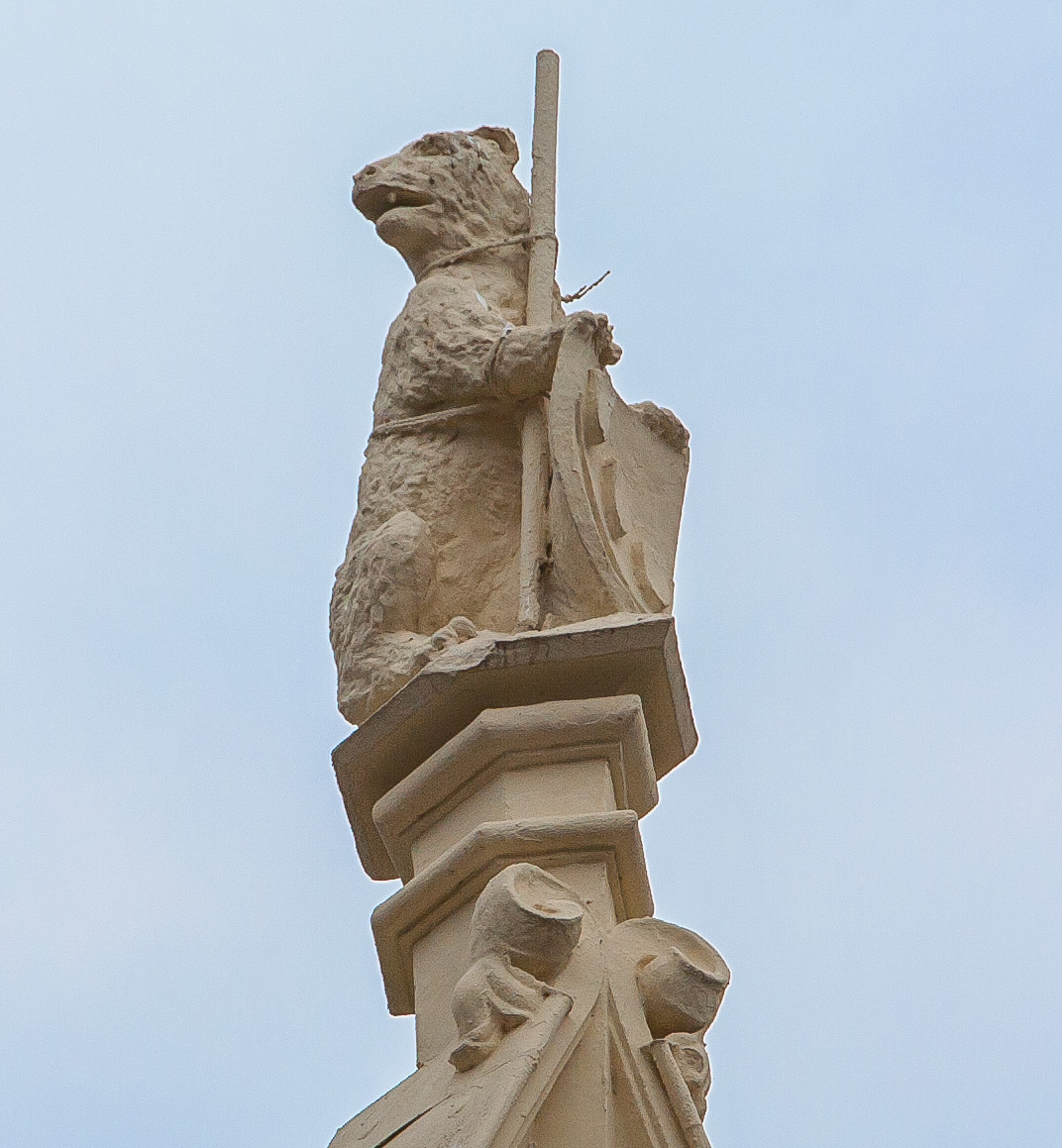
Dachspitze (Bär mit Wetterfahne)

Das Gebäude ist ein dreigeschossiger villenähnlicher Putzbau. Stilistisch lässt er sich – dem überregionalen Anspruch zeitgenössischer Fremdendenverkehrsbauten Ausdruck verleihend – der Neorenaissance zurechnen. Die zur Drachenfelsstraße gelegene Hauptfassade wird von einem geschweiften Treppengiebel geprägt, der das westfälische Wappen zeigt und von einem Bären mit Wetterfahne bekrönt wird. Das erste Obergeschoss ist von einer Baldachinfigur eines Kriegers geschmückt.

„In Schmuckformen der Neorenaissance gestaltet, erinnert [der Westfalenhof] an städtische Villenbauten. Erst die spätere, dem Erdgeschoß vorgelagerte, umbiegende Caféterrasse wies den Bau auf den ersten Blick als Restaurant- und Hotelgebäude aus.“